# Filippo Antonio Revelli

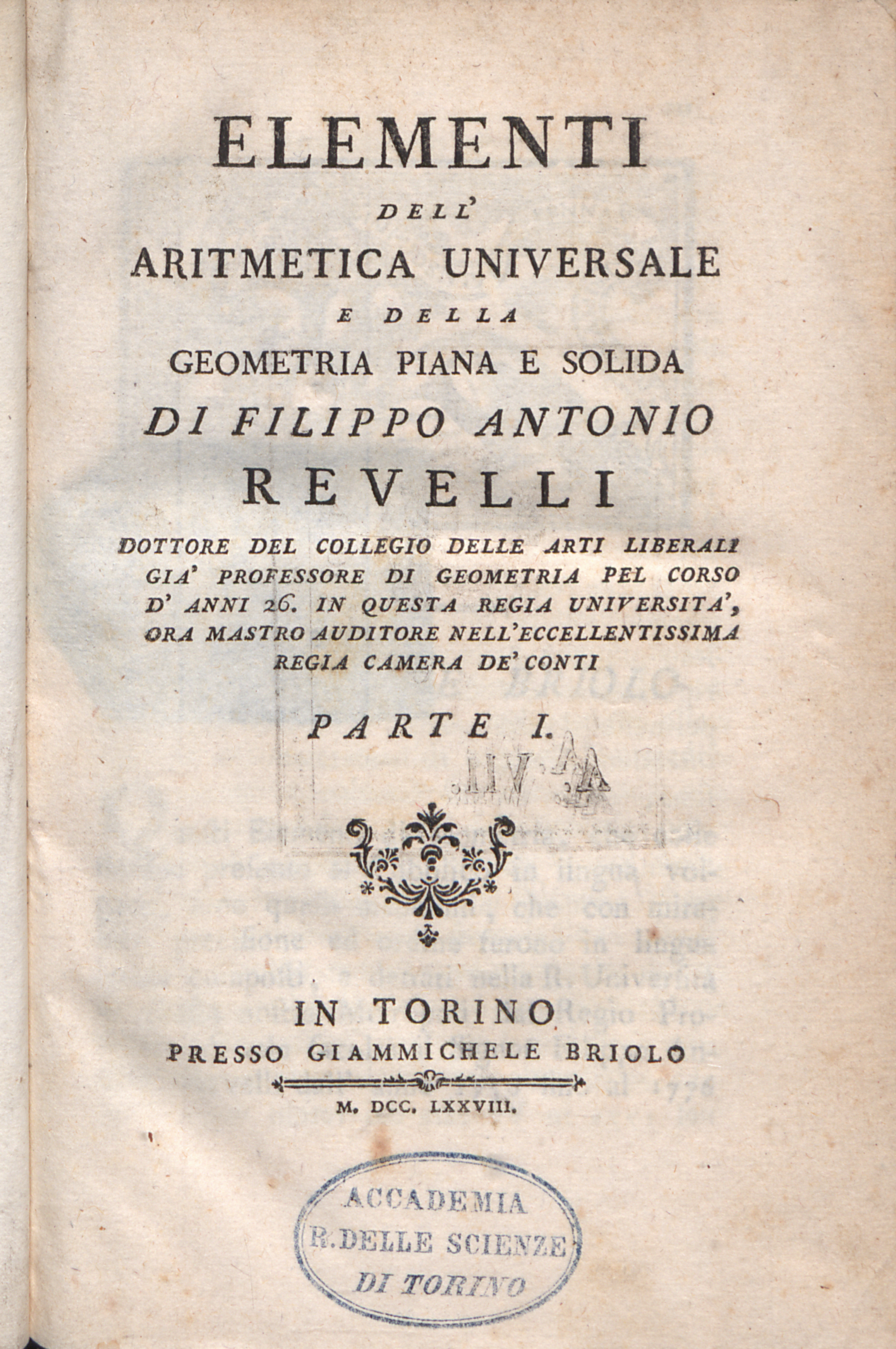
Elementi dell'aritmetica universale e della geometria piana e solida, 1778

Filippo Antonio Revelli, né en 1716 et mort en 1801, est un mathématicien italien.

## Biographie
Il a été professeur de géométrie pendant 26 ans à l'Université de Turin.
Il avait parmi ses élèves Joseph-Louis Lagrange,.
Son fils Vincenzo Antonio Revelli (1764-1835) était philosophe et peintre,.

## Œuvres
- (it) Elementi dell'aritmetica universale e della geometria piana e solida, vol. 1, Turin, Giammichele Briolo, 1778 (lire en ligne)
- (it) Elementi dell'aritmetica universale e della geometria piana e solida, vol. 2, Turin, Giammichele Briolo, 1778 (lire en ligne)